# Sporopollénine

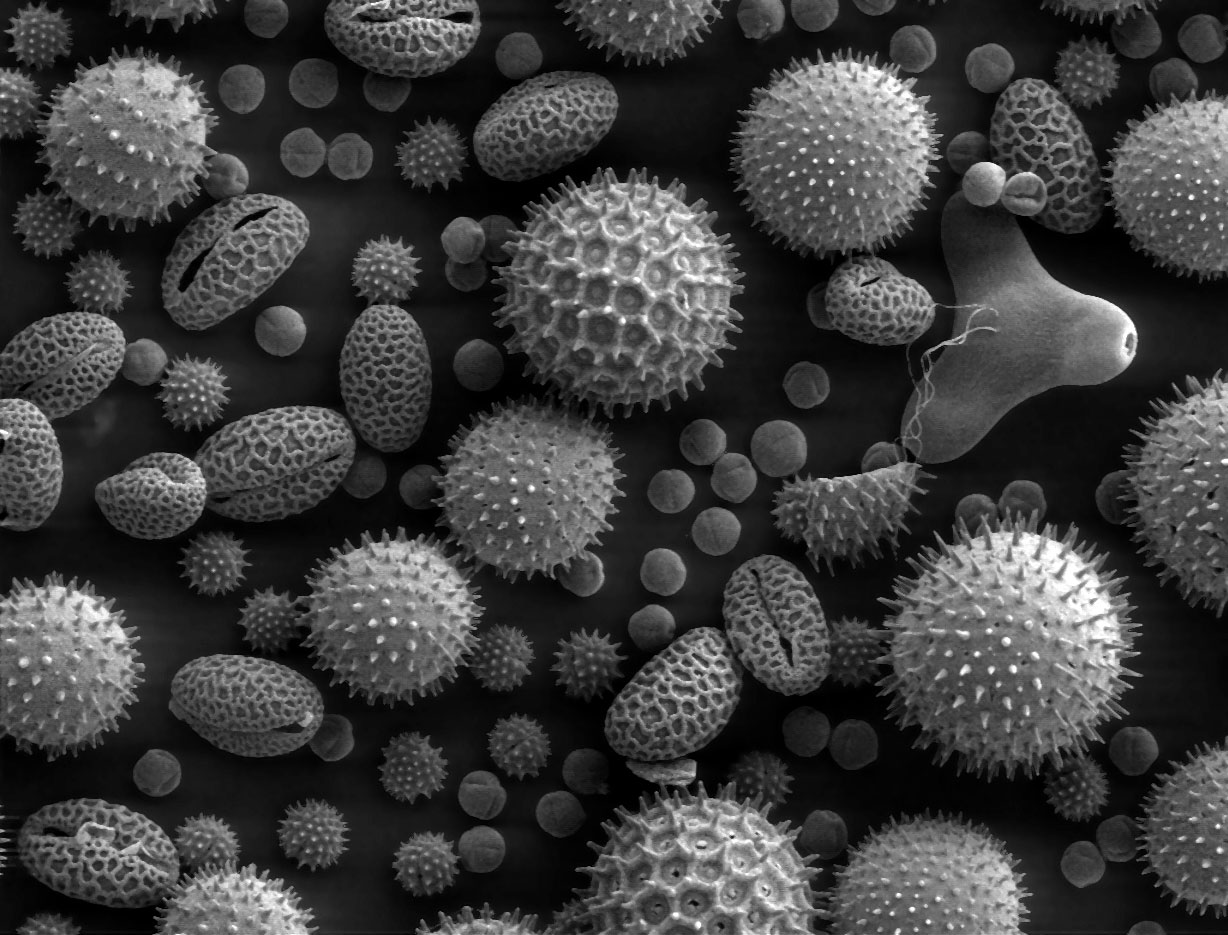
Polymorphisme de l'exine de grains de pollen observés en microscopie électronique à balayage.

La sporopollénine est un biopolymère naturel constituant principal de l'exine des pollens et des spores. Ce matériau, de nature lipidique, dont la composition exacte reste encore inconnue, fut d'abord découvert dans la paroi externe des spores et nommée sporine, tandis que celle présente dans la coque du pollen fut nommée pollénine. Par la suite, sporine et pollénine, s'avérant identiques, furent simplement regroupées sous l'appellation sporopollénine. Ce matériau fut ensuite retrouvé dans les parois d'algues unicellulaires (ex. Chlorella vulgaris).

## Rôle évolutif

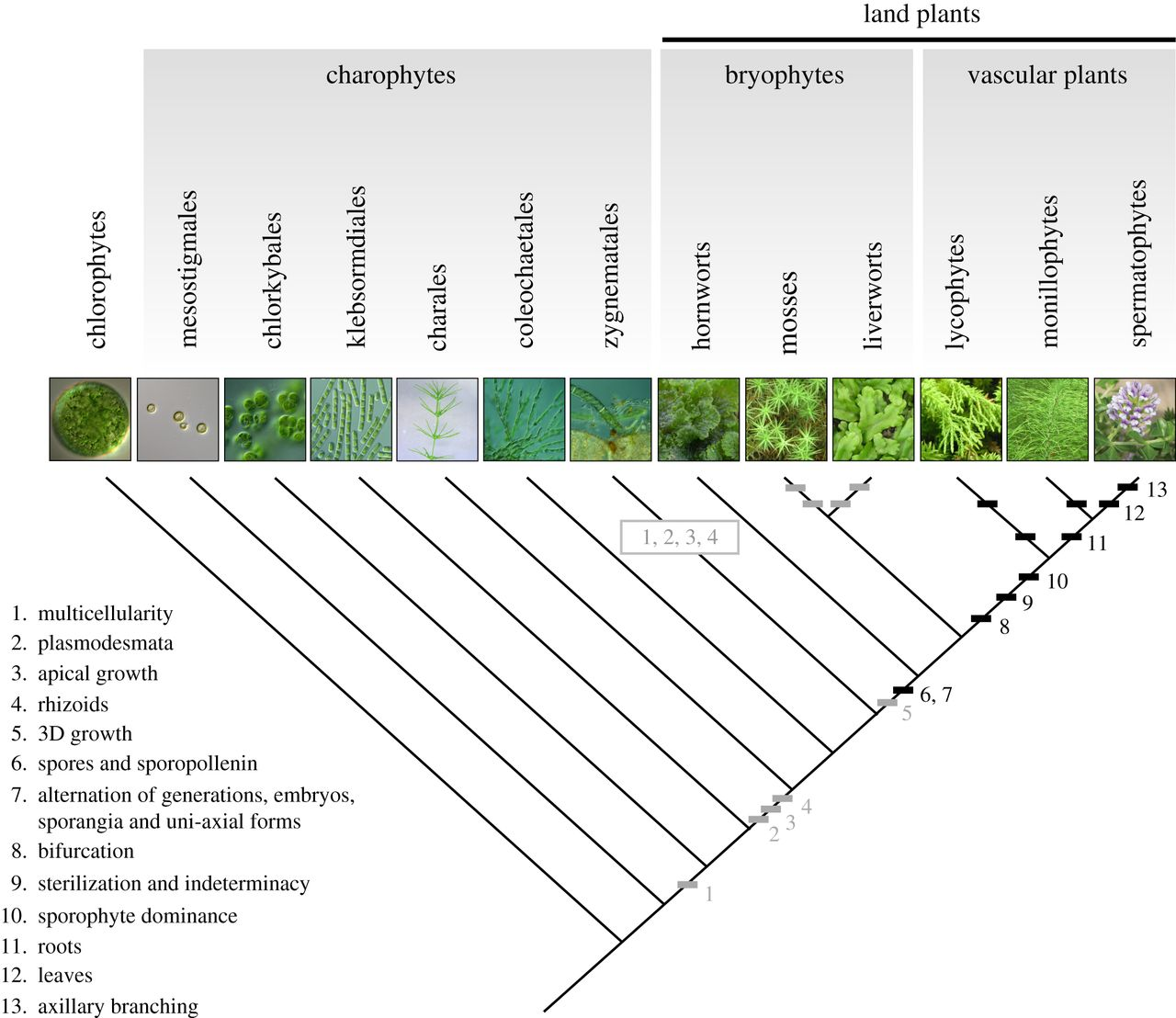
Évolution des principales structures et des plans d'organisation chez les plantes.

L'hypothèse des biologistes évolutionnistes est que les spores avec leur paroi imprégnée de sporopollénine, polymère résistant à la dessiccation et caractéristique des plantes terrestres, ont évolué avant l'apparition des sporophytes multicellulaires, et ont contribué à la sortie des eaux des plantes.

## Propriétés
Les propriétés de la sporopollénine sont exceptionnelles : sa résistance remarquable aux processus de décomposition physique, chimique et biologique non oxydatives en fait l'un des matériaux organiques naturels les plus résistants connus au monde, rendant spores et les grains de pollen biochimiquement inertes. La paléopalynologie, science des pollens fossiles ou anciens, a pu mettre au jour des grains de sporopollénine encore intacts dans des roches sédimentaires datées de 500 millions d'années. 
La sporopollénine est considérée comme non allergène de par l'absence d'azote dans sa composition.